# پیز اوفیرن (تیوشیچ)
پیز اوفیرن (به لاتین: Piz Uffiern) یک کوه در سوئیس است که در کانتون گراوبوندن واقع شده‌است. پیز اوفیرن ۳٬۰۱۳ متر بالاتر از سطح دریا واقع شده‌است.